# ポリ(3-ヒドロキシオクタン酸)デポリメラーゼ
ポリ(3-ヒドロキシオクタン酸)デポリメラーゼ (poly(3-hydroxyoctanoate) depolymerase, EC 3.1.1.76) は、ポリ{オキシカルボニル[(R)-2-ペンチルエチレン]}のポリエステルを小さなオリゴマーに分解する化学反応を触媒する酵素である。
この酵素は加水分解酵素に属し、特にカルボン酸エステルに作用する。系統名はpoly{oxycarbonyl[(R)-2-pentylethylene]} hydrolaseで、別名にはPHO depolymerase、poly(3HO) depolymerase、poly[(R)-hydroxyalkanoic acid] depolymerase、poly(HA) depolymerase、poly(HAMCL) depolymeraseおよびpoly[(R)-3-hydroxyoctanoate] hydrolaseがある。